# Митиюки
Митиюки (яп. 道行き, буквально «идти по дороге») — японский театральный термин.
Как термин для лирических описаний путешествий используется с VIII века. Также обозначал музыку в театре бугаку периода Хэйан, исполняемую при выходе танцора на сцену.
В театре но обозначает музыкально-песенную часть пьесы, повествующую о путешествии героев, их переживаниях, окружающем пейзаже.
В театре кабуки (туда термин пришёл из театра но) — драматический рассказ о двух гонимых судьбой влюблённых, которые пытаются отыскать место, где они смогут совершить двойное самоубийство. Эта часть пьесы чаще всего ставится как танец (исполняемый обычно на ханамити, сопровождаемый музыкой и пением. Пьесы, содержащие такой эпизод, называются митиюкимоно (напр., «Двойное самоубийство в Сонэдзаки» Тикамацу Мондзаэмона).
В японском кукольном театре дзёрури митиюки включается как обязательная музыкальная часть почти в каждое представление.